# ダ・カーポIII 〜キミにささげる あいのマホウ〜
「ダ・カーポIII 〜キミにささげる あいのマホウ〜」（ダ・カーポスリー キミにささげる あいのマホウ）は、yozuca*とCooRieによるシングル。2012年4月27日にCircus Sound Projectから発売された。

## 概要
主題歌ボーカルCD第1弾で、パソコンゲーム『D.C.III 〜ダ・カーポIII〜』と同時発売されたyozuca*とCooRieのスプリット・シングル。yozuca*としては通算19枚目、CooRieとしては通算18枚目のシングルである。またレコードレーベルは、既存のシングル作品のランティスではなく、Circus Sound Projectから発売された。
表題曲の「ダ・カーポIII 〜キミにささげる あいのマホウ〜」はグランドオープニングテーマ、カップリング曲の「All is Love for you」はグランドエンディングテーマとして使用された。yozuca*のシングル表題曲が『D.C. 〜ダ・カーポ〜 シリーズ』の主題歌として起用されるのは12枚目のシングル「Happy my life 〜Thank you for everything!!〜」以来。
ディスクジャケットには芳乃シャルルが描かれている。イラストはたにはらなつきが手掛けている。
2012年5月7日付のBillboard JAPAN Top Independent Albums and Singlesで31位を獲得した。

## 収録曲
1. ダ・カーポIII 〜キミにささげる あいのマホウ〜 [5:03]
歌：yozuca*
作詞・作曲：tororo、編曲：黒須克彦
Guitar：山本陽介、Strings：梶谷裕子ストリングス、Other instruments：黒須克彦
  - パソコンゲーム『D.C.III 〜ダ・カーポIII〜』グランドオープニングテーマ

『D.C. 〜ダ・カーポ〜シリーズ』の主題歌では初めて「ダ・カーポ」というフレーズが入っている[2]。
2. All is Love for you [4:02]
歌：CooRie
作詞・作曲・編曲：rino
Drum：佐野康夫、Bass：田辺トシノ、Guitar：嘉多山信、Strings：梶谷裕子ストリングス、Other instruments：rino
  - パソコンゲーム『D.C.III 〜ダ・カーポIII〜』グランドエンディングテーマ

全てを包み込むような爽やかな曲[2]。詞は『D.C. 〜ダ・カーポ〜』の主題歌であったyozuca*の楽曲「ダ・カーポ 〜第2ボタンの誓い〜」と繋がっている[2]。
3. ダ・カーポIII 〜キミにささげる あいのマホウ〜（vocal off）
4. All is Love for you（vocal off）